# Affaire Engla Höglund
Pour les articles homonymes, voir Höglund.
L'affaire Engla Höglund est une affaire de disparition et finalement de viol et d'assassinat d'enfant survenue au printemps 2008 en Dalécarlie, une région du centre de la Suède. Ce fait divers a marqué les esprits notamment en raison du concours de circonstances qui a conduit à l'arrestation rapide du coupable, et parce que les obsèques de la petite victime ont été diffusées en direct à la télévision - une première en Suède pour des obsèques privées. Il a aussi permis l'élucidation d'une autre affaire criminelle vieille de huit ans, et ce faisant a mis en lumière une série de dysfonctionnements au sein des forces de police du royaume.

## Disparition
Le samedi 5 avril 2008, la petite Engla Höglund, âgée de dix ans, joue avec des amis dans le centre de Stjärnsund, un village de la commune de Hedemora en Dalécarlie. Vers 14 heures, elle prend à bicyclette le chemin du domicile familial, situé à environ cinq kilomètres. Ne la voyant pas arriver, sa mère, Carina Höglund, part à sa recherche et finit par découvrir sa bicyclette, abandonnée dans un bois à l'écart de la route. La police est prévenue vers 16 h 30 et les recherches sont immédiatement lancées,.
Une instruction pour enlèvement est ouverte dès le lendemain. Une photo et le signalement d'Engla sont diffusés dans la presse. L'affaire suscite un très vif intérêt médiatique, et génère un élan de solidarité dans la population. De nombreux volontaires participent aux recherches et battues organisées par la police et la défense civile,. 

## Arrestation
Le jour de la disparition d'Engla, Tomas Langton, un habitant de Stockholm âgé de 56 ans, rend visite avec son épouse à des amis résidant à Stjärnsund. Il a fait, une semaine auparavant, l'acquisition d'un nouvel appareil photographique, et effectue de nombreuses prises de vue, en particulier du trafic routier sur la route toute proche. Il prend notamment en photo une fillette à bicyclette, que ses amis reconnaissent comme étant Engla. Plus tard dans la journée, lorsque le groupe d'amis apprend la disparition de la fillette, Langton prend contact avec la police, à qui il confie ses prises de vue. Les enquêteurs font alors une découverte capitale : 55 secondes après le passage d'Engla, Langton a pris une photographie d'une Saab 9-3 rouge appartenant à un individu déjà condamné pour crimes sexuels, Anders Eklund.
Eklund est arrêté sur une aire de repos le mardi 8 avril. C'est un chauffeur routier âgé de 42 ans, domicilié à Torsåker, une petite bourgade située à une vingtaine de kilomètres de Stjärnsund. Entendu par la police de Borlänge, il reconnait que c'est bien son véhicule qui figure sur le cliché pris par Tomas Langton, mais nie dans un premier temps tout contact avec la petite Engla.

## Résolution de l'affaire Pernilla Hellgren
Lorsque les policiers de Borlänge interrogent Anders Eklund, ils sont immédiatement frappés par sa ressemblance avec le portrait-robot d'un individu recherché dans le cadre d'une affaire vieille de huit ans : l'assassinat près de Falun d'une jeune femme de 31 ans, Pernilla Hellgren. Habitant à Stockholm, Pernilla était de passage à Falun début juin 2000 pour les cinquante ans de sa mère. Après avoir passé la soirée du samedi 3 juin dans une boite de nuit, elle prend seule et à pied le chemin du domicile maternel. Son corps dénudé est retrouvé le lendemain, et l'autopsie montre qu'elle a été violée et étranglée. Un témoignage très précis permet de réaliser le portrait-robot d'un suspect, tandis que des traces d'ADN sont prélevées sur les habits de la victime. Malgré cela, l'enquête s'enlise. Les enquêteurs procèdent au cours des ans à des milliers d'auditions, et effectuent un millier de tests ADN, sans résultat.
Un test ADN réalisé sur Eklund se révèle par contre rapidement positif. Pour les enquêteurs, il ne fait guère de doute, même en l'absence d'aveux, que l'affaire Pernilla Hellgren vient de trouver sa conclusion. Mais les recherches pour trouver la petite Engla demeurent toujours à ce stade infructueuses. 

## Aveux et découverte du corps
En plus du test ADN qui l'accable dans l'affaire Pernilla Hellgren, Eklund a contre lui un certain nombre d'éléments matériels dans le cadre de la disparition d'Engla. En particulier, des traces de sang ont été retrouvées dans sa voiture, et des images pédopornographiques sont découvertes dans son ordinateur portable. Placé devant cette série d'indices, Eklund passe aux aveux le dimanche 13 avril. Il reconnait tout d'abord être l'assassin de Pernilla Hellgren, puis affirme avoir enlevé et tué la petite Engla, dont il aurait abandonné la dépouille dans une forêt. Sur ses indications, le corps de la fillette est effectivement retrouvé par les enquêteurs.
Les obsèques d'Engla Höglund ont lieu le 10 mai 2008 en l'église de Stjärnsund. À l'initiative de sa mère, la cérémonie est diffusée en direct à la télévision - une  première pour des obsèques privées en Suède. La décision de la télévision publique suédoise déclenche indignations et protestations dans l'opinion publique et dans les médias.

## Procès et sentence
Le procès d'Anders Eklund, accusé du viol et de l'assassinat de Pernilla Hellgren et d'Engla Höglund, s'ouvre le 21 juillet 2008 dans une salle de haute sécurité du tribunal de Stockholm. Une partie des débats a lieu à huis clos et la section du dossier d'instruction concernant les violences subies par Engla est maintenue secrète. Les audiences sont marquées par le témoignage de la sœur de Pernilla Hellgren, et par le scandale causé par l'avocat de la défense Leif Silbersky qui entreprend au cours de sa plaidoirie la lecture d'un passage du livre Att döda ett barn (« Tuer un enfant ») de l'écrivain Stig Dagerman, une initiative qu'il regrettera publiquement des années plus tard.
Après une interruption de plusieurs semaines durant laquelle ont lieu des examens psychiatriques de l'accusé, le verdict est rendu en octobre 2008. Reconnu coupable des deux assassinats, Eklund est condamné sans surprise à la réclusion criminelle à perpétuité. 

## Dysfonctionnements policiers
Le fait qu'Anders Eklund n'ait jamais été ne serait-ce qu'entendu dans le cadre de l'affaire Pernilla Hellgren révèle une série de dysfonctionnements majeurs au sein de la police du comté de Dalécarlie. L'homme était en effet connu des services de police à la suite de ses condamnations antérieures, il ressemblait au portrait-robot, et avait été dénoncé dès 2006. Début 2008, les policiers de Dalécarlie avaient demandé à leurs confrères du comté de Gävleborg, où résidait Eklund, de procéder à son audition – sans qu'il ne soit donné suite à cette requête. Les médias ne manquent pas de relever qu'un simple prélèvement d'ADN lors de cette audition « manquée » aurait permis de confondre Eklund et de sauver la petite Engla.
Plusieurs procédures sont initiées pour analyser cette série de dysfonctionnements. En premier lieu, c'est le préfet de police de Dalécarlie lui-même qui porte plainte contre ses services, mais cette plainte n'aboutit pas, le procureur estimant que la faute n'incombe ni à un individu ni à un groupe d'individus,. La mère d'Engla, Carina Höglund, décide alors d'attaquer l'État suédois en justice pour obtenir réparation. Un audit interne est enfin réalisé au sein de la police nationale, sous la responsabilité du criminologue Leif G. W. Persson. Dans ses conclusions rendues en février 2010, Persson affirme que l'affaire Pernilla Hellgren aurait été résolue en quelques mois si l'enquête avait été menée correctement. L'audit met en avant le manque de ressource et d'expérience des policiers du comté de Dalécarlie, peu habitués à ce type d'affaires criminelles contrairement à leurs confrères de Stockholm ou Göteborg. En septembre 2012, la ministre de la Justice Beatrice Ask propose une centralisation des services de police du royaume qui doit entrer en vigueur le 1er janvier 2015.